# Mispila notaticeps
Mispila notaticeps är en skalbaggsart som först beskrevs av Maurice Pic 1925.  Mispila notaticeps ingår i släktet Mispila och familjen långhorningar. Inga underarter finns listade i Catalogue of Life.